# Əhmədbəyli
Ahmedbeyli (ryska: Tel’mankend, azerbajdzjanska: Telmankənd) är en ort i Azerbajdzjan.   Den ligger i distriktet Saatlı Rayonu, i den sydöstra delen av landet, 140 km väster om huvudstaden Baku. Antalet invånare är 17 242.
Terrängen runt Əhmədbəyli är mycket platt. Runt Əhmədbəyli är det ganska tätbefolkat, med 72 invånare per kvadratkilometer.. Närmaste större samhälle är Saatlı, 6,5 km norr om Əhmədbəyli.
Trakten runt Əhmədbəyli består till största delen av jordbruksmark.